# Горан Джорович
Горан Джорович (серб. Горан Ђоровић / Goran Đorović, нар. 11 листопада 1971, Приштина) — югославський футболіст, що грав на позиції захисника. По завершенні ігрової кар'єри — тренер. З 2017 року очолює тренерський штаб команди молодіжної збірної Сербії.
Виступав, зокрема, за клуби «Црвена Звезда» та «Сельта Віго», а також національну збірну Югославії, у складі якої був учасником чемпіонату світу та Європи.

## Клубна кар'єра
У дорослому футболі дебютував 1989 року виступами за команду клубу «Приштина», в якій провів чотири сезони, взявши участь у 97 матчах чемпіонату.
Своєю грою за цю команду привернув увагу представників тренерського штабу «Црвени Звезди», до складу якого приєднався 1993 року. Відіграв за белградську команду наступні чотири сезони своєї ігрової кар'єри. Більшість часу, проведеного у складі «Црвени Звезди», був основним гравцем захисту команди. За цей час виграв з командою чемпіонат СР Югославії та три поспіль національних Кубка.
Влітку 1997 року уклав контракт з іспанським клубом «Сельта Віго», у складі якого провів наступні чотири роки своєї кар'єри гравця. Граючи у складі «Сельти» також здебільшого виходив на поле в основному складі команди. 2001 року Джорович на запрошення Хав'єра Ірурети, який раніше запрошував Горана і в «Сельту», перейшов у «Депортіво», де грав протягом 2001—2003 років, але через травми на поле виходив вкрай рідко.
У сезоні 2003/04 на правах оренди грав за «Ельче», але провів всього 15 ігор у Сегунді і після закінчення сезону 2003/04 завершив професійну кар'єру.

## Виступи за збірну
23 грудня 1994 року дебютував в офіційних матчах у складі національної збірної Югославії в товариській грі проти Бразилії (0:2) в Порту-Алегрі, вийшовши на заміну в другому таймі.
У складі збірної був учасником чемпіонату світу 1998 року у Франції, на якому без замін зіграв у всіх чотирьох іграх. Через два роки поїхав на чемпіонат Європи 2000 року у Бельгії та Нідерландах, де також починав як основний гравець, але у другому матчі проти Іспанії (3:4) отримав травму і вже на 13 хвилині був замінений на Йована Станковича і більше на турнірі не зіграв.
Останній матч за збірну провів 6 жовтня 2001 року на стадіоні «Партизан» у відборі на чемпіонату світу 2002 року проти збірної Люксембургу. Всього протягом кар'єри у національній команді, яка тривала 8 років, провів у формі головної команди країни 49 матчів.

## Кар'єра тренера
Розпочав тренерську кар'єру 2017 року, очоливши тренерський штаб молодіжної збірної Сербії до 21 року.

## Досягнення
- Чемпіонат СР Югославії: 1994/95
- Володар Кубка СР Югославії: 1995, 1996, 1997
- Володар Кубка Іспанії: 2001/02
- Володар Суперкубка Іспанії: 2002